# Минигайло Ольгердович
Минига́йло Ольгердович (между 1365 и 1368—1390) — князь, сын великого князя литовского Ольгерда Гедиминовича (1345—1377) от второго брака с Ульяной Александровной Тверской (ум. 1393).
Умер в молодом возрасте, вероятно, до заключения Дубисского договора 1382 года, под которым отсутствует его подпись.